# 布莱 (卡尔瓦多斯省)
布莱（法語：Blay，法語發音：[blɛ] ⓘ）是法国卡尔瓦多斯省的一个市镇，属于巴约区。

## 地理
布莱（49°16'15.23"N, 0°50'24.87"W）面积7.14 平方千米，位于法国诺曼底大区卡爾瓦多斯省，该省份为法国西北部沿海省份，北濒大西洋英吉利海峡，东北与滨海塞纳省以海上边界相接，东临厄尔省，南至奧恩省，西与芒什省接壤。
与布莱接壤的市镇（或旧市镇、城区）包括：贝桑地区勒布勒伊、克鲁艾、贝桑地区芒德维尔、莫勒、桑镇。

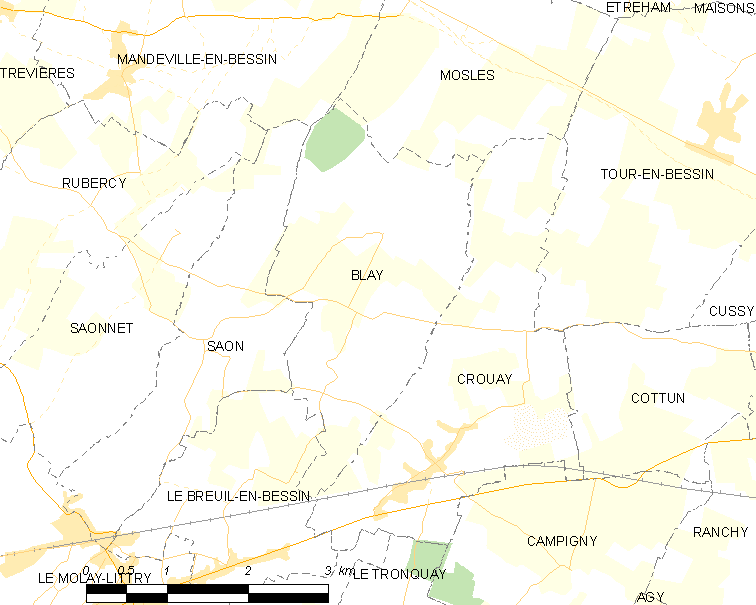
的OSM定位图

布莱的时区为UTC+01:00、UTC+02:00（夏令时）。

## 行政
布莱的邮政编码为14400，INSEE市镇编码为14078。

## 政治
布莱所属的省级选区为特雷维耶尔县。

## 人口

1962-2008年间人口变化图示

布莱于2022年1月1日时的人口数量为358人。